# Rjukanfossen

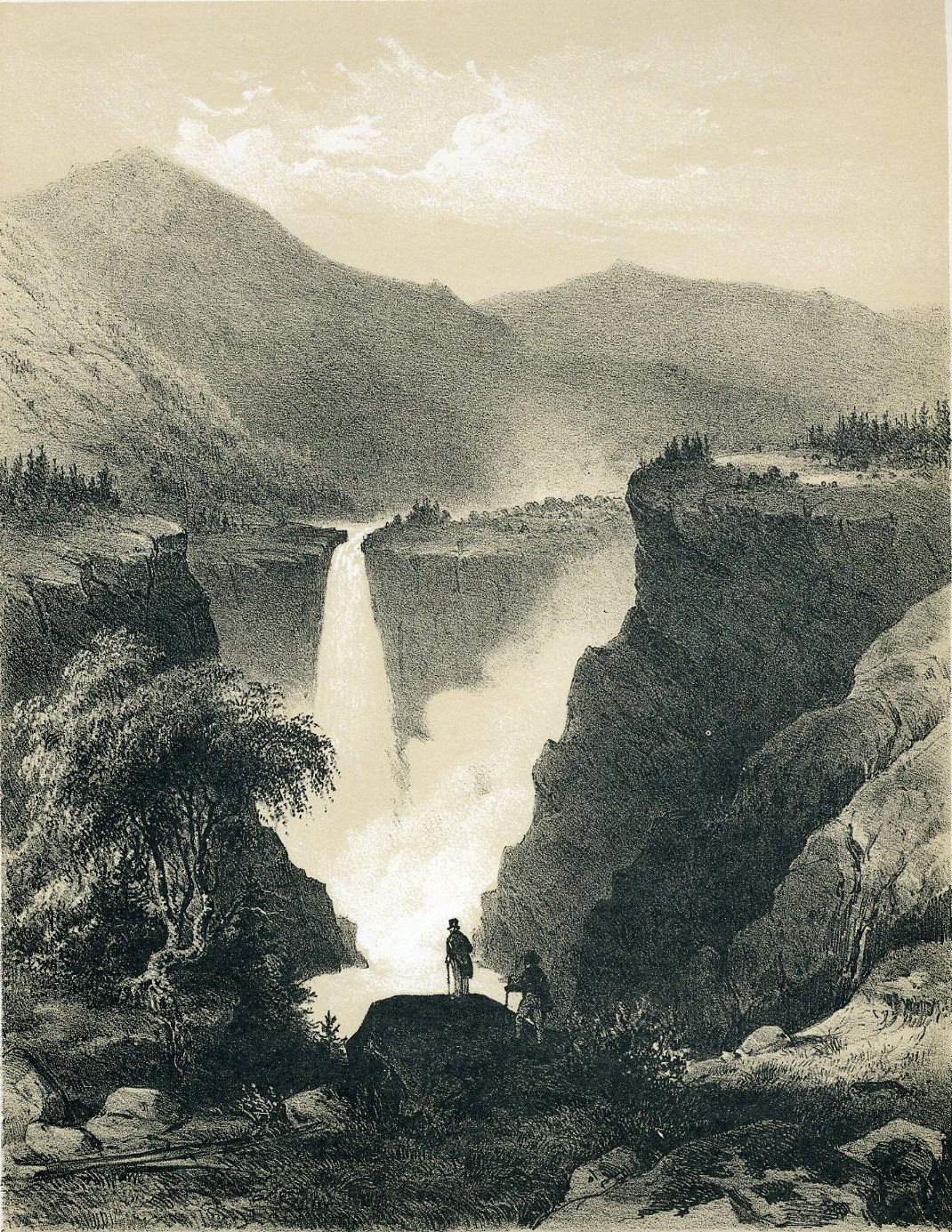
Rjukanfossen från bildverket Norge fremstillet i Billeder från 1848.

Rjukanfossen är ett vattenfall som ligger i västra änden av Vestfjorddalen i Tinn kommun i Telemark fylke, strax väster om tätorten Rjukan. Vattenfallet, som är en del av älven Måna, var en stor turistattraktion före utbyggnaden och besöktes av folk från världens alla hörn.
Vattenfallet har en total fallhöjd på 238 meter. Det högsta lodräta fallet är 104 meter.
År 1905 började Norsk Hydro bygga ut vattenkraften i Måna. Rjukanfossens vatten utnyttjas i Vemork kraftverk.
Vid vattenfallet spelas varje år Marispelet, och det släpps normalt ut vatten i älven motsvarande normalvattenföring i samband med arrangementet.